# Jesus-Christus-Kirche (Meinerzhagen)
Die Jesus-Christus-Kirche in Meinerzhagen entstand um 1220 als romanische, mit Emporen versehene Pfeilerbasilika und wurde im 15. Jahrhundert gotisch durch ein Querschiff erweitert. Bauliche Veränderungen der Neuzeit wurden in mehreren Phasen der Renovierung weitgehend rückgängig gemacht. Im Mittelalter diente die Kirche als Wallfahrtskirche. Seit der Reformation ist sie evangelische Pfarrkirche. Sie wurde nun einfach als „Alte Kirche“ bezeichnet. Erst 1967 erhielt sie den Namen Jesus-Christus-Kirche.

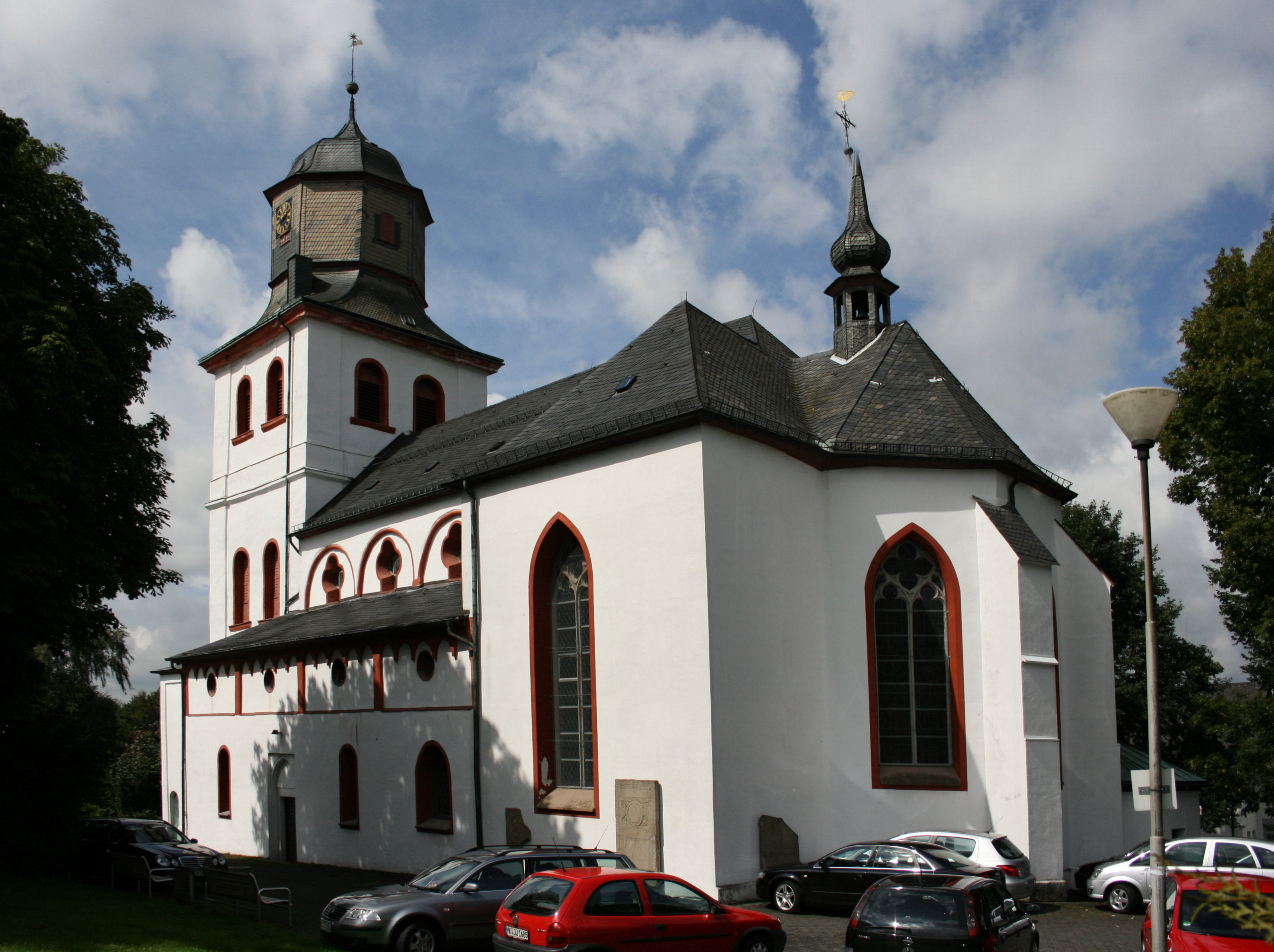
Gesamtansicht mit Blick auf Querhaus und die Apsis

## Geschichte und Architektur
Ein erster Kirchenbau wird für Meinerzhagen im Jahr 1067 erstmals erwähnt. Allerdings hat sich die Urkunde, die auch den Ort Meinerzhagen erstmals erwähnt, als Fälschung herausgestellt. Bis ins 13. Jahrhundert hinein dürfte es sich um einen Holzbau gehandelt haben. Um 1220 wurde mit dem Bau der heutigen Kirche aus Bruchsteinen begonnen. Sie diente im Mittelalter als Marien- und Wallfahrtskirche. Verehrt wurde ein wundertätiges Marienbild. Daher wurde die Kirche auch unser liewen vrouwen Kerke toh Meinertzhagen genannt. Neben dem Pfarrer waren an der Kirche immerhin fünf Vikare angestellt, was für ihre Bedeutung spricht. Die Kirche stand im Mittelpunkt der damaligen Siedlung auf einem Hügel.

### Romanische Emporenbasilika

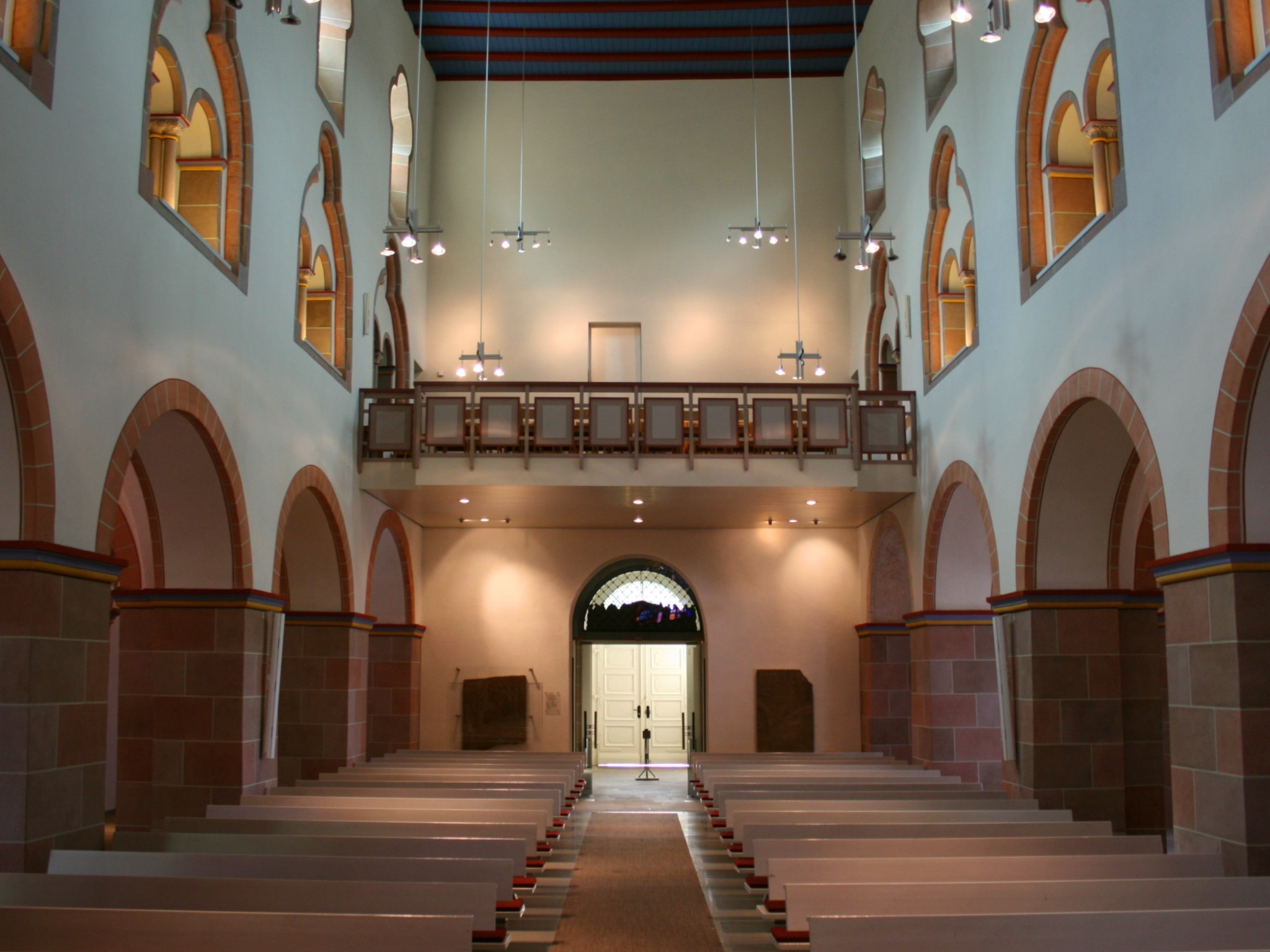
Innenraum mit Blick in Richtung Westen zum Eingang im Turm

Ungewöhnlich in einer Region, in der der Typus der Hallenkirche vorherrscht, ist die Bauweise im Stil einer Rheinischen Emporenbasilika. Der Baustil ist romanisch. Es waren vor allem rheinische Einflüsse, die zum Bau im Stil einer dreischiffigen Pfeilerbasilika mit Emporengeschossen führten. Besonders ähnlich ist ihr die heutige evangelische Pfarrkirche in Hilden als eine dreischiffige, gewölbte, rheinische Emporenbasilika mit niedrigem Chorquadrat und halbrunder Apsis. Ein funktionaler Grund für den Stil war, dass der Bau so genügend Platz für die zahlreichen Pilger und Wallfahrer bot. Von der Ursprungskirche ist nur das Langhaus erhalten, und dies nicht in voller Höhe.

### Erweiterung und Umbau im gotischen Stil

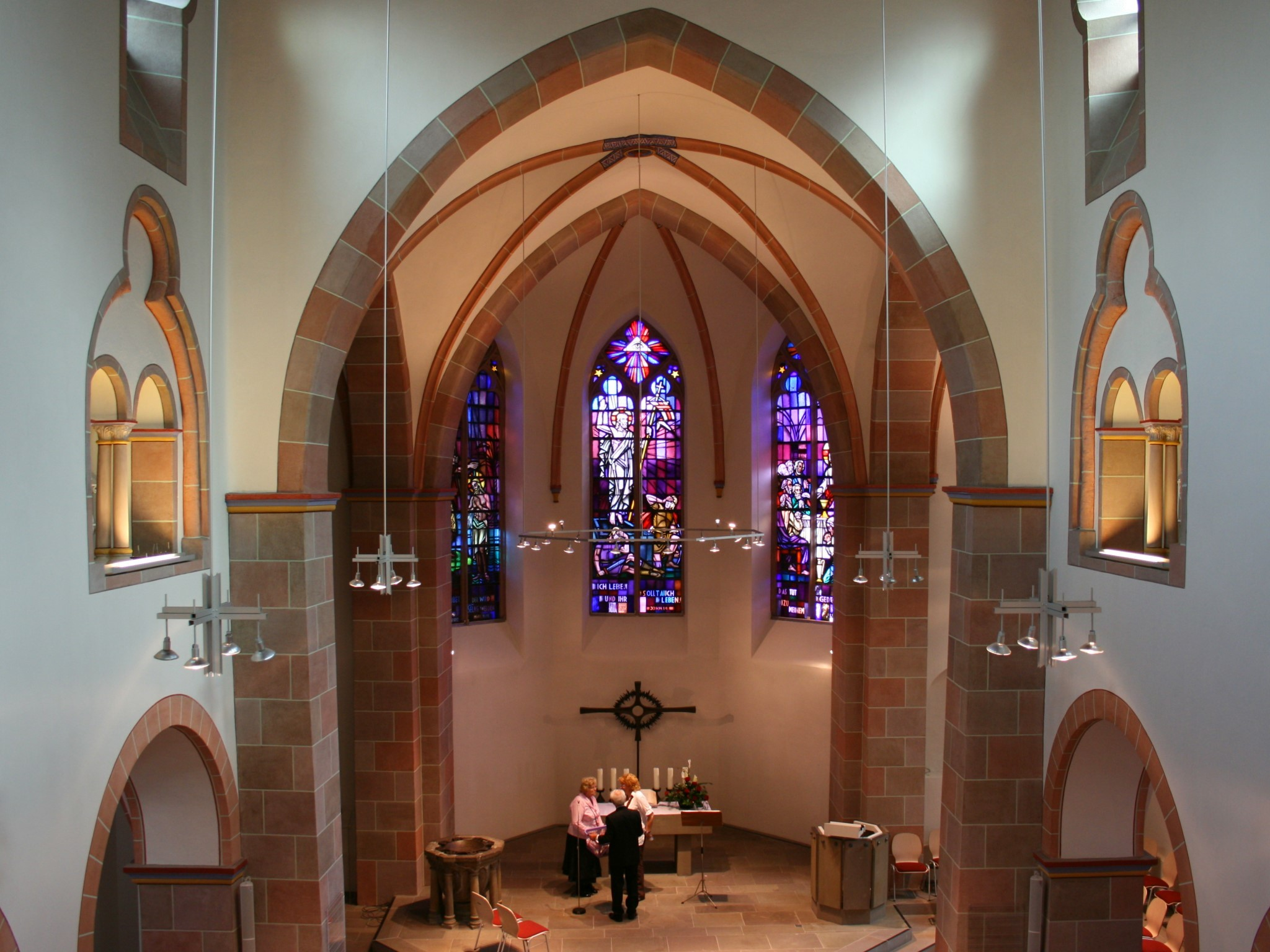
Blick in die gotische Apsis

Durch eine Stiftung von drei Junggesellen aus Köln kam es 1474 zu einer Umgestaltung. Anstelle des alten romanischen Chorbereichs wurde ein gotisches Querschiff errichtet. Eines der Chorjoche fiel weg. Die Apsis mit einem flachen 3/8-Schluss grenzt direkt an die durch das Querschiff neu entstandene Vierung an. Die Apsis verfügt über drei Fenster mit gotischen Spitzbögen. Das Querhaus hat spitze Giebelfronten. Die Süd- und Nordfassade der Querschiffe verfügen über hohe, spitzbogige Fenster mit einfachem gotischen Maßwerk im Bogenfeld. Auch das Langhaus wurde in dieser Zeit eingewölbt. Der Turm im Westen der Kirche wurde ebenfalls im gotischen Stil umgebaut. Er ist quadratisch mit einer Seitenlänge von 10 m und hat drei gleich hohe Geschosse. Das Mittelschiff ist etwa 14,50 m lang und 8,50 m breit. Die Seitenschiffe sind 2,60 m breit. Die Querschiffe haben die Breite des Mittelschiffs und verfügen über ein Kreuzgewölbe. Die polygonale Sakristei wurde wohl im 16. Jahrhundert angebaut.

### Neuzeitliche Veränderungen
Mit der Reformation um 1573 wurde die Kirche lutherisch. Nach dem Dreißigjährigen Krieg wurden Teile der Kirche abgetrennt, um als Wohnung vermutlich für die Geistlichen zu dienen. Ein Brand im Jahr 1797 zerstörte das Dach, das Gewölbe und den Turm. Der Wiederaufbau erfolgte teilweise in einfacherer Form. Der Turm wurde erst 1816 wieder neu errichtet. Im Jahr 1846 wurde die Kirche erneut umgebaut, um mehr Platz für die wachsende Gemeinde zu schaffen. So wurde eine Holzdecke mit klassizistischen Stilelementen eingezogen, und eine überdimensionierte Empore nahm eine neue Orgel auf. Gleichzeitig wurden die alten Emporen wieder geöffnet und im Querschiff Zusatzemporen eingebaut.

### Phasen der Renovierung

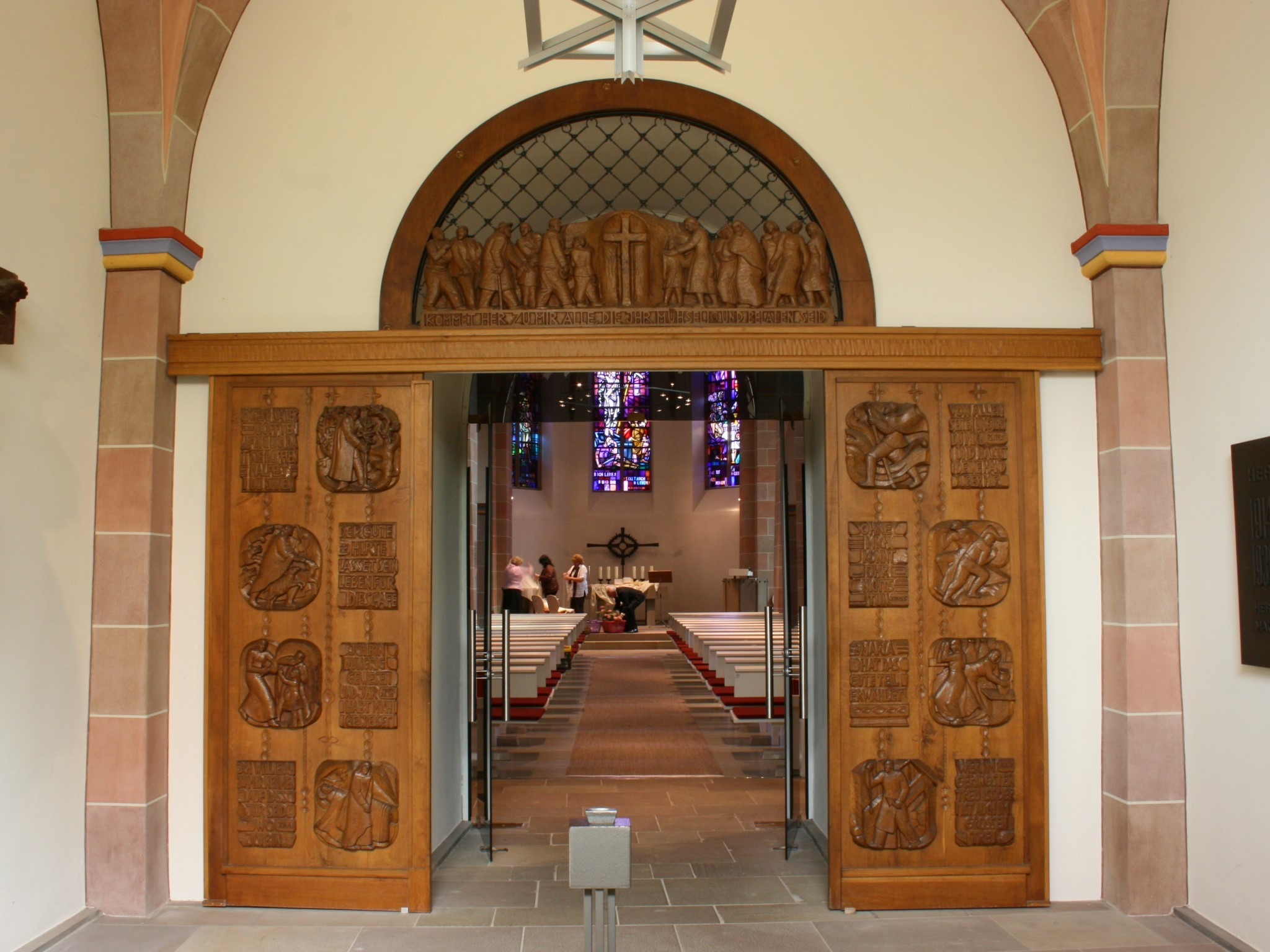
Tympanon im Eingangsbereich (Anfang des 20. Jahrhunderts)

Im Jahr 1902 begann man mit ersten Renovierungsmaßnahmen. An die Stelle der flachen Holzdecke traten in Apsis und Querschiff wieder Gewölbe. Das Mittelschiff bekam eine einfache Balkendecke. Ein farbiger Anstrich hob einige Elemente der Architektur hervor. Weitere Renovierungsmaßnahmen fanden 1936 statt. Dem folgten 1968 weitere Baumaßnahmen mit dem Ziel, einen Platz für eine neue Orgel zu erhalten. Außerdem wurden unter anderem Nord- und Westemporen abgebrochen, die romanischen Fenster im nördlichen und südlichen Seitenschiff wieder hergestellt. Der Vierungsbereich und die Apsis wurden neu gestaltet und eine neue Westempore eingebaut. Im Wesentlichen hat man damit der Kirche ihren spätmittelalterlichen Zustand wieder gegeben. Im Jahr 2003 wurde der Innenraum farblich neu gestaltet sowie Kanzel, Taufstein und Altar neu angeordnet. Auch wurden aufgefundene Fragmente alter Malereien konserviert und sichtbar gemacht.

## Ausstattung
Aus den Anfangsjahren der Kirche ist nur noch ein Taufbecken erhalten. Erhalten ist auch ein Doppelepitaph des Ehepaares Engelbert und Anna Margaretha von Neuhof gen. Ley aus dem späten 17. Jahrhundert. Ein gotischer, dreiflügliger Schnitzaltar aus dem Jahr 1476 wurde 1856 nach Hohenbudberg bei Krefeld verkauft.
Um den Unterhalt der Kirche in Zukunft zu sichern, hat die evangelische Kirchengemeinde eine Stiftung Jesus-Christus-Kirche gegründet.

### Orgel

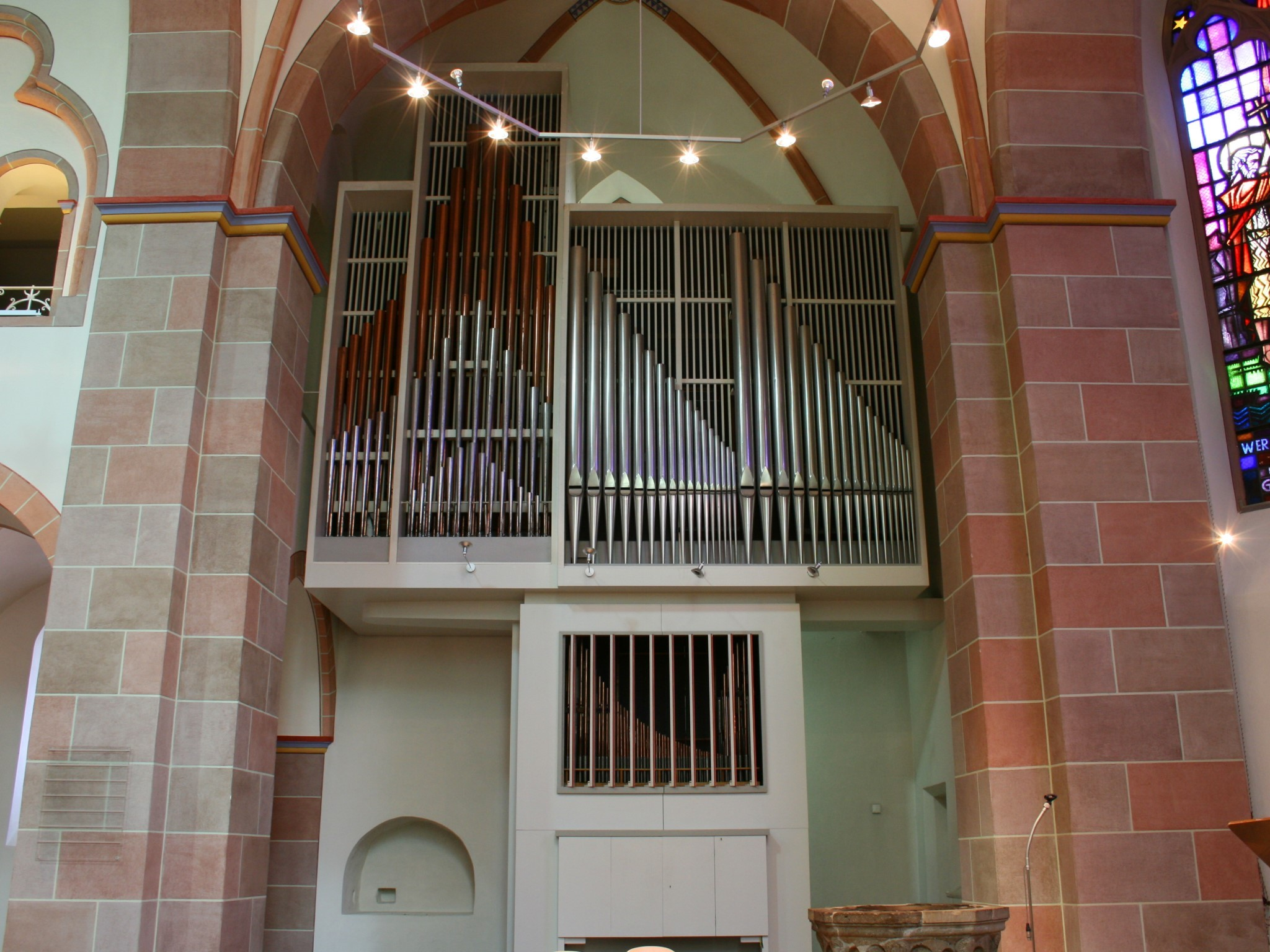
Die Orgel

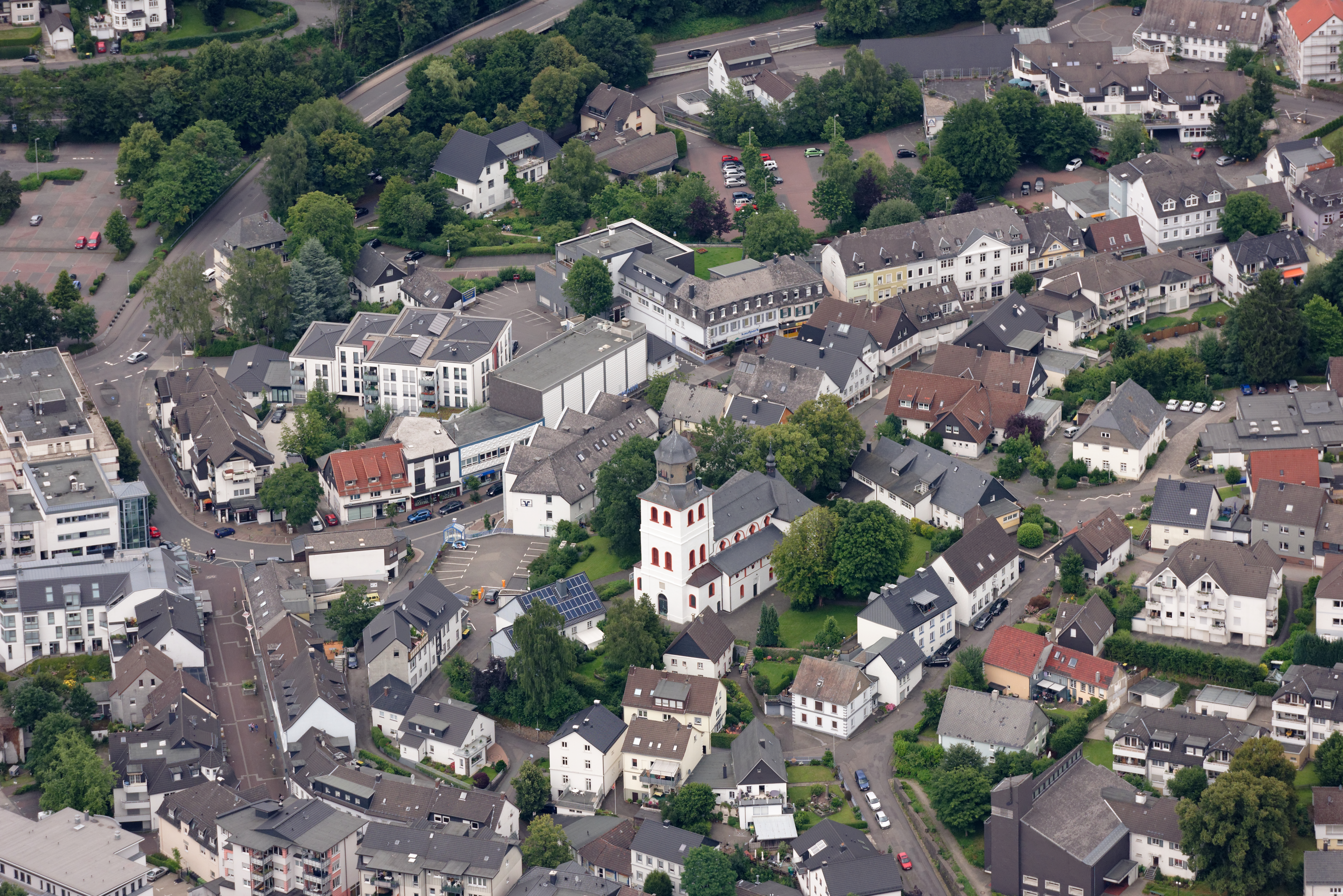
Luftbild mit Kirche

1968 wurde eine neue Orgel von der Alexander Schuke Potsdam Orgelbau GmbH errichtet und verfügt heute über 28 klingende Register. Die Trakturen sind mechanisch, während die Registrierung elektronisch gesteuert wird.
2022 wurde das Schwellwerk um einen Salicional, ebenfalls gebaut durch Schuke Potsdam, erweitert.
| II Schwellwerk C–g3 |                 |        |
| 01.                 | Gedackt         | 08′    |
| 01a                 | Salicional      | 08′    |
| 02.                 | Principal       | 04′    |
| 03.                 | Rohrflöte       | 04′    |
| 04.                 | Waldflöte       | 02′    |
| 05.                 | Sesquialtera II |        |
| 06.                 | Quinte          | 01 ⁄3′ |
| 07.                 | Sifflöte        | 01′    |
| 08.                 | Scharff IV      |        |
| 09.                 | Krummhorn       | 08′    |
| 10.                 | Tremulant       |        |

| I Hauptwerk C–g3 |               |        |
| 11.              | Gedacktpommer | 16′    |
| 12.              | Principal     | 08′    |
| 13.              | Spillpfeife   | 08′    |
| 14.              | Octave        | 04′    |
| 15.              | Spitzflöte    | 04′    |
| 16.              | Nassat        | 02 ⁄3′ |
| 17.              | Oktave        | 02′    |
| 18.              | Mixtur V      |        |
| 19.              | Cymbel IV     |        |
| 20.              | Trompete      | 08′    |
| 21.              | Tremulant     |        |

| Pedal C–f1 |             |     |
| 22.        | Subbaß      | 16′ |
| 23.        | Octave      | 08′ |
| 24.        | Spitzflöte  | 08′ |
| 25.        | Choralbaß   | 04′ |
| 26.        | Nachthorn   | 02′ |
| 27.        | Mixtur IV-V |     |
| 28.        | Posaune     | 16′ |
| 29.        | Trompete    | 08′ |

- Koppeln: II/I, I/P, II/P

## Pastoren
An der Jesus-Christus-Kirche wirkten u. a. folgende Pastoren:
- Herman Stymmer, Pastor um 1392
- Hinrich van der Smalborch, Pastor um 1426
- Johan van Hoystetten, als Pastor erwähnt 1490 und 1497
- Godert Karbecke, Vicarius um 1482 bis um 1498, zuletzt auch Vicecuratus
- Diderik Nyehove, Priester um 1482
- Mattheus Strohbecker, Pastor um 1552 bis um 1578, letzter katholischer Pastor
- Friedrich od. Peter Beurhaus, 1573 Vikar
- Christoph Bechius, 1583 bis 1586
- Friedrich Hase, 1586 bis 1638
- Gottfried Zimmer, bis 1619 Vikar
- Diedrich Rippel, ab 1619 kurzzeitig Vikar
- Diedrich Zöller, 1623 bis 1636 Vikar
- Johannes Lemmer (1610–1657), 1638 bis 1657 Pfarrer in Meinerzhagen
- Johannes Schubbäus (1625–1698), 1649 Vikar, 1657 bis 1698 40 Jahre Pastor in Meinerzhagen
- Johannes Engelbert Lemmer (1638–1707), 1659 Vikar, 1698 bis 1707 Pastor, nahezu 50 Jahre im Dienst
- Johann Flües (1671–1710), 1699 Vikar, 1707 Pastor
- Johann Christoph Sohn (gest. 1740), 1707 Vikar, 1710 Pastor, 1739 Generalinspektor
- Johann Bernhard Rövenstrunck, 1710 bis 1713 Vikar
- Johann Kayser (gest. 1742), 1713 Vikar, 1740 erster Prediger
- Johann Adam Sohn, 1740 zweiter, 1742 bis 1749 erster Prediger
- Johann Christoph Sohn, 1743 zweiter, 1749 bis 1772 erster Prediger
- Johann Gottfried Westhoff, 1750 zweiter Prediger
- Johann Wilhelm Dümpelmann, 1750 bis 1760 zweiter Prediger
- Johann Kaspar Hesmar (1732–1793), 1760 zweiter, 1772 bis 1793 erster Prediger
- Johann Eberhard Osenberg, 1773 bis 1803 zweiter Prediger
- Johann Christoph Büren, 1794 bis 1802 erster Prediger
- Johann Kaspar David Dümpelmann, 1803 bis 1811 erster Prediger
- Peter Wilhelm Hülsemann, 1804 bis 1806 zweiter Prediger
- Johann Friedrich Wilhelm Geck (1790–1859), 1812 bis 1859 Pfarrer in Meinerzhagen, 1825 bis 1852 Schulinspektor, 1830 bis 1833 Superintendent des Kirchenkreises Lüdenscheid
- Friedrich Wilhelm Geck (1817–1885), 1845 Adjunctus seines Vaters, ab 1852 Schulinspektor, 1859 Pfarrer, 1861 bis 1885 Superintendent des Kirchenkreises Lüdenscheid
- Friedrich Wilhelm Gustav Geck (1858–1915),1882 Adjunctus seines Vaters, 1885 Pfarrer, 1910–1911 Superintendent des Kirchenkreises Lüdenscheid
- Karl-Friedrich Mühlhoff, Superintendent bis 1988
- Hans Weber, Pastor bis 1988
- Pastor Haas